# Segellia
Segellia is een geslacht van rechtvleugeligen uit de familie veldsprinkhanen (Acrididae). De wetenschappelijke naam van dit geslacht is voor het eerst geldig gepubliceerd in 1891 door Karsch.

## Soorten
Het geslacht Segellia omvat de volgende soorten:
- Segellia lepida Karsch, 1893
- Segellia nitidula Karsch, 1891